# Бедбург
Бедбург (нем. Bedburg) — город в Германии, в земле Северный Рейн-Вестфалия.
Подчинён административному округу Кёльн. Входит в состав района Рейн-Эрфт. Население составляет 24 647 человек (на 31 декабря 2010 года). Занимает площадь 80,21 км². Официальный код — 05 3 62 004.